# Pterolophia medioplagiata
Pterolophia medioplagiata är en skalbaggsart som beskrevs av Stefan von Breuning 1938. Pterolophia medioplagiata ingår i släktet Pterolophia och familjen långhorningar.
Artens utbredningsområde är:
- Botswana.
- Kenya.
- Malawi.
- Zimbabwe.

Inga underarter finns listade i Catalogue of Life.